# 43 (număr)
43 (patru zeci și trei) este numărul natural care urmează după 42 și este urmat de 44.

## În matematică
- 43 este al 14-lea număr prim. Formează o pereche de numere prime gemene cu numărul 41. Formează și o pereche de numere prime verișoare cu 47 (diferența dintre cele două numere este de patru unități).[1]
- Este un număr prim aditiv.[2][3]
- Este un număr prim cubic generalizat.[4]
- Este un număr prim Euler[5][6]
- Este un număr prim Labos.[7][8]
- Este un număr prim plat.[9][10]
- Este un număr prim slab.[11][12]
- Este un număr prim subțire.[13][14]
- Este un număr prim trunchiabil la stânga.[15][16]
- Este un număr prim Wagstaff.[17][18]
- Este un număr Heegner.[19][20]
- Este un număr centrat heptagonal.[21]
- Este un număr repdigit în baza 6 (111).
- Este cel mai mic număr prim care poate fi exprimat ca suma a 2, 3, 4 sau 5 numere prime diferite:

43 = 41 + 2
43 = 11 + 13 + 19
43 = 2 + 11 + 13 + 17
43 = 3 + 5 + 7 + 11 + 17.

## În știință
- Este numărul atomic al technețiului.[22]

### Astronomie
- NGC 43 este o galaxie lenticulară în constelația Andromeda.
- Messier 43 (Nebuloasa lui De Mairan) este o nebuloasă de emisie din constelația Orion.
- 43 Ariadne este o planetă minoră.
- 43P/Wolf-Harrington este o cometă periodică din sistemul solar.